# Microspio kussakini
Microspio kussakini är en ringmaskart som beskrevs av Chlebovitsch 1959. Microspio kussakini ingår i släktet Microspio och familjen Spionidae. Inga underarter finns listade i Catalogue of Life.